# Paolo Cherubini
Paolo Cherubini (* 11. Februar 1953 in Rom) ist ein italienischer Diplomatiker und Paläograf.

## Leben
Paul Cherubini graduierte 1976 in Philosophie und 1980 in Literaturwissenschaften an der römischen Universität La Sapienza. An der Vatikanischen Schule für Paläografie, Diplomatik und Archivkunde absolvierte er 1977 ein Studium der Paläografie und des Archivwesens sowie 1980 am Staatsarchiv in Rom. 1997 absolvierte er ein weiteres Studium der griechischen Paläografie an der Vatikanschule.
Er war als Archivar und Wissenschaftler Forschungsassistent am Staatsarchiv in Rom (1978–1998) und an der Scuola Storica Nazionale (1995–1998) tätig. Seit 1989 ist Cherubini Professor für Lateinische Paläografie an der Archivschule des Staatsarchivs in Rom. Von 1996 bis 1998 lehrte er Diplomatik an der Scuola di Specializzazione der Universität Cassino. Von 1998 bis 2013 war er zunächst außerordentlicher, später ordentlicher Professor für Paläografie an der Universität Palermo. Seit 2004 ist er als Professor an der Vatikanischen Schule für Paläografie, Diplomatik und Archivkunde tätig, anfangs unterstützend für Alessandro Pratesi.
Am 10. August 2013 wurde er von Papst Franziskus zum Vizepräfekten «ad quinquennium» des Vatikanischen Geheimarchivs ernannt. Er trat am 1. Oktober 2013 die Nachfolge von Marcel Chappin SJ an. Er ist seit dem 12. Oktober 2013 Vizerektor der Vatikanischen Schule für Paläografie, Diplomatik und Archivwesen.
Er ist Mitglied des wissenschaftlichen Beirates der Zeitschrift Cultura neolatina.